# André Bade
André Bade (* 21. Januar 1973 in Hamburg) ist ein ehemaliger deutscher Basketballspieler. Im Sommer 1996 rückte Bade kurzzeitig in den Kader der Nationalmannschaft auf und absolvierte acht Spiele im Nationaltrikot. 1998 verließ er den deutschen Erstligisten Steiner Bayreuth und spielte in Finnland, bevor er für verschiedene Erst- und Zweitligisten in Deutschland spielte. Nach seiner Basketballkarriere stieg er in das Wedeler Bestattungsunternehmen seines Vaters ein und spielte ab 2006 nur noch während seiner Freizeit erfolgreich in Altherrenmannschaften seines Stammvereins Rist Wedel Basketball.

## Karriere
Bade entstammt der Jugendarbeit des SC Rist Wedel bei Hamburg, der mehrmals mit dem „Grünen Band“ der Dresdner Bank für seine Nachwuchsförderung ausgezeichnet wurde. Bade spielte ab 1984 im Nachwuchs von Rist Wedel und wurde Jugendnationalspieler. 1988 und 1989 gewann er mit dem Johann-Rist-Gymnasium den Bundesschulwettbewerb Jugend trainiert für Olympia. Nachdem die erste Wedeler Herrenmannschaft nach langjähriger Zugehörigkeit zur 2. Basketball-Bundesliga Gruppe Nord abgestiegen war, wechselte Bade zum Erstligisten SG Braunschweig. Mit den Niedersachsen stieg er aus der Bundesliga ab, Bade erzielte in seiner ersten Bundesliga-Spielzeit in der Hauptrunde durchschnittlich 5,4 sowie in der Abstiegsrunde 10,7 Punkte je Begegnung.
Bade, dessen große Stärke die Treffsicherheit beim Dreipunktewurf war, wechselte nach dem Abstieg mit Braunschweig 1994 zum Bundesligisten Steiner Bayreuth, 1989 noch deutscher Meister und Pokalsieger. In der Saison 1995/96 wurde er mit Bayreuth unter Trainer Calvin Oldham Dritter der Bundesliga-Hauptrunde. Bei dem Bayreuther Verein wurde der 23-jährige Bade im Sommer 1996 in den Kader der Nationalmannschaft berufen und absolvierte seine acht Einsätze zwischen Mitte Juni und Anfang Juli bei internationalen Turnieren in Argentinien und beim Akropolis-Turnier 1996 in Griechenland. Anschließend verabschiedete sich der Verein langsam aus der Bundesliga-Spitze und es gelang in den folgenden beiden Spielzeiten kein Einzug in die Play-offs um die Deutsche Meisterschaft mehr. Nachdem sich 1997 bereits Namensgeber Steiner Optik zurückgezogen hatte, verließ auch Bade 1998 den Verein, bevor dieser in der folgenden Spielzeit abstieg und Insolvenz anmelden musste.
In der Saison 1998/99 spielte er zunächst für den finnischen Meister Torpan Pojat unter dem Sponsorennamen Teamware in Helsinki, der von dem ehemaligen Bayreuther Trainer Aaron McCarthy trainiert wurde. Für den finnischen Verein hatte er seine vorerst letzten Einsätze in internationalen Spielen, wobei man wie zuvor mit Bayreuth im Saporta-Cup wenig erfolgreich vor den Finalrunden ausschied. Er brachte es in acht Europapokalspielen für Helsinki auf 9,4 Punkte pro Partie. In der finnischen Liga erzielte Bade in zwölf Einsätzen 12,3 Punkte je Begegnung. Ende November 1998 verließ er Finnland und wechselte wieder nach Deutschland zum Zweitligisten SSV Einheit Weißenfels, mit dem er den Aufstieg in die Bundesliga schaffte.
Zur Saison 1999/2000 schloss er sich dem Oldenburger TB in der 2. Bundesliga Nord an. Bade schaffte mit dem OTB, der bereits in den 1960er Jahren und kurzzeitig in den 1980er Jahren der höchsten Spielklasse angehört hatte, in der Zweitliga-Saison 1999/2000 die Rückkehr ins Oberhaus des deutschen Basketballs. Im Vorfeld der Bundesliga-Saison 2000/01 wurde Bade Mannschaftskapitän der Oldenburger. In der zweiten Liga war er noch ein Starting-Five-Spieler, in der Basketball-Bundesliga erhielt er weniger Einsatzzeit. Nach einer verletzungsgeplagten Saison 2002/03 wechselte Bade in die Gruppe Nord der 2. Liga zurück und schloss sich dem TSV Lesum aus Bremen an. Der Verein war 2001 in die zweithöchste Spielklasse aufgestiegen und die erste Herrenmannschaft nannte sich ab 2003 Bremen Roosters. In der Saison 2003/04 war Bade mit 18,5 Punkten je Begegnung drittbester deutscher Korbschütze der 2. Bundesliga Nord und mit 92 erzielten Dreipunktwürfen insgesamt viertbester Spieler der Liga in dieser Wertung. 2005 kehrte der 32-jährige Bade zum SC Rist zurück, der sich nach weiteren Zweitligajahren 2002 in die Regionalliga zurückgezogen hatte, während er in das Bestattungsunternehmen seines Vaters einstieg. Nach 2006 war dann auch Bade nicht mehr in der ersten Herrenmannschaft aktiv, sondern absolvierte nur noch Spiele für die Altherrenmannschaft, die in der Altersklasse Ü35 mit weiteren früheren Größen wie der ehemalige Nationalspieler Ingo Freyer ab 2008 im Wettstreit mit zumeist dem DBV Charlottenburg um die Deutsche Meisterschaft in dieser Altersklasse lag. In Wedel bringt er sich auch als Jugendtrainer ein. 2022 nahm er mit der deutschen Nationalmannschaft an der Ü45-Europameisterschaft teil.